# Sylvie Hubac
Pour les articles homonymes, voir Hubac.
 Sylvie Hubac, née le 7 mars 1956 à Tunis, est une haute fonctionnaire française.
Après avoir présidé plusieurs établissements culturels, elle est directrice du cabinet du président de la République française de 2012 à 2015 et représentante personnelle du président de la République comme coprince en Andorre. En 2016, elle devient présidente de la Réunion des musées nationaux et du Grand Palais des Champs-Élysées. Elle devient présidente de la section de l'Intérieur du Conseil d’État le 5 juillet 2018.

## Carrière

### Jeunesse et formation
Née à Tunis, quelques jours avant la fin du protectorat français, Sylvie Hubac est diplômée de l’Institut d’études politiques de Paris et de l’École des langues orientales, elle est également licenciée en droit. Elle est élève de l’École nationale d’administration au sein de la promotion Voltaire (même promotion que François Hollande) de laquelle elle sort classée 5e (voie administration générale),.

### Carrière
Sylvie Hubac commence sa carrière comme auditrice puis maître des requêtes au Conseil d'État de 1980 à 1988. Elle est conseillère technique au cabinet de Michel Rocard de 1988 à 1991, puis directrice adjointe du cabinet de Jack Lang, ministre de la Culture de 1992 à 1993.
En 1993, elle devient première conseillère à l'ambassade de France en Espagne, avant de revenir en France en 1996 comme commissaire du gouvernement près la section du contentieux du Conseil d'État jusqu'en 1998 où elle est nommée directrice générale des services à la région Île-de-France. De 2000 à 2004, elle occupe le poste de directrice de la Musique, de la Danse, du Théâtre et des Spectacles au ministère de la Culture. De 2004 à 2012, elle est présidente de la 5e sous-section de la section du contentieux du Conseil d’État et parallèlement présidente de la Commission de classification des œuvres cinématographiques ainsi que présidente du Conseil supérieur de la propriété littéraire et artistique à partir de 2010,.
Elle est membre du groupe de réflexion de la gauche libérale Les Gracques. Le 15 mai 2012, elle est nommée directrice du cabinet du président de la République française et représentante personnelle du chef de l'État comme coprince en Andorre,,. Elle quitte cette fonction le 5 janvier 2015, remplacée par Thierry Lataste.
Le 25 janvier 2016, elle est nommée présidente de la Réunion des musées nationaux et du Grand Palais des Champs-Élysées (RMN-GP),. Elle est nommée présidente de la section de l'Intérieur du Conseil d’État en conseil des ministres le 6 juin 2018, pour prendre ses fonctions le 5 juillet. Elle y remplace Bruno Lasserre promu précédemment vice-président du Conseil d’État. Elle quitte cette fonction le 6 mars 2023, remplacée par Thierry Tuot.

## Distinctions
- Commandeure de la Légion d'honneur (2017)[15]
- Officière de l'ordre national du Mérite (2008)[16]
- Commandeure de l'ordre des Arts et des Lettres
- Commandeure de l'ordre de Saint-Charles le 14 novembre 2013[17]

## Vie familiale
En 1983, elle épouse Philippe Crouzet, qui était entre 2009 et 2020 le président du directoire de Vallourec, entreprise de forages pétroliers et gaziers.